# Moe Kare!!
Moe Kare!! (萌えカレ!!) là một manga thể loại Shōjo do Ikeyamada Gō sáng tác. Tác phẩm được đăng lần đầu trên tạp chí Shōjo Comic từ năm 2006 đến năm 2007. Tổng cộng tác phẩm có 34 chương và được đóng thành 7 tập đơn hành bản.
Ở Việt Nam, tác phẩm từng được xuất bản lậu dưới cái tên Bạn trai nổi bật.

## Cốt truyện
Wakamiya Hikaru là một nữ sinh bình thường... học tại một trường trung học bình thường... điểm bất thường duy nhất: cô là một otaku, rất mê đọc truyện tranh manga, đặc biệt là thể loại shōjō. Vì vậy Hikaru suốt ngày mơ tưởng về một người bạn trai hào hoa giống như mẫu bạn trai trong các truyện tranh mà cô đọc. Một ngày nọ Hikaru bị một nhóm con trai bắt nạt, quấy rối, nhưng một "hoàng tử" đẹp trai với mái tóc huyền và đôi mắt xanh xuất hiện và giải cứu cô. Hikaru cứ ngỡ rằng đây là người bạn trai mà cô hằng mơ tưởng... Nhưng cô đã lầm to.
Chàng "hoàng tử" ngay lập tức hỏi vặn Hikaru rằng: cô có gì để "đền ơn" cho mình không, và trong nháy mắt anh bất thình lình hôn Hikaru. Anh ta còn trêu chọc Hikaru rằng cô "không có kinh nghiệm", ngoại hình của cô không xứng đáng với anh ta, và đặt cho cô biệt danh "gà con" (Hiyoko). Tất nhiên Hikaru không bao giờ muốn gặp lại anh chàng "hoàng tử" này nữa. Cô rất buồn phiền vì việc này, vì vậy bạn bè của Hikaru đã tổ chức một buổi hẹn hò cho cô, đinh ninh rằng người thanh niên trong cuộc hẹn này sẽ là người bạn trai lý tưởng mà cô mong đợi.
Và một điều bất ngờ vời Hikaru là: người thanh niên trong buổi hẹn này - tên là Honda Takara - có ngoại hình giống hệt với anh chàng hoàng tử háo sắc lúc đầu; có điều là Takara có đôi mắt nâu và có tính cách đứng đắn, nghiêm túc, trái ngược hẳn với chàng "hoàng tử" dê xồm. Nhưng sau đó chàng "hoàng tử" mắt xanh lại xuất hiện và khẳng định với Hikaru rằng anh ta mới chính là Honda Takara. Vậy rốt cuộc mọi chuyện là thế nào ? Tại sao lại có hai Honda Takara ở đây ?

## Nhân vật

### Nhân vật chính
Wakamiya Hikaru (若宮 ひかる)
Là một nữ sinh trung học mê truyện tranh (nhất là truyện tranh thể loại shōjo) và luôn mơ tưởng về một người bạn trai hào hoa giống như trong truyện. Hikaru là một cô gái vụng về, ngượng nghịu, kết quả học tập ở trường không xuất sắc, nhưng được cái là hiền lành, lạc quan, luôn vui tươi. Cô là thành viên của câu lạc bộ karatê trong trường. Cô sống trong một gia đình bốn người: cha, mẹ, Hikaru và người anh em trai.
Honda Takara (本田 宝 Bản Điền Bảo)
Anh trai cùng cha khác mẹ với Ichikawa Arata. Chính là người gặp mặt Hikaru trong cuộc hẹn do bạn bè của cô tổ chức. Takara là thủ lĩnh của câu lạc bộ karatê trong trường. Takara là một nam sinh "kiểu mẫu" trong trường được nhiều người ngưỡng mộ, anh rất tốt bụng, đứng đắn, sâu sắc và có tránh nhiệm, nhưng cũng dễ ghen tuông và hơi ích kỷ. Trên cánh tay trái anh có mang cùng một dấu hiệu với người em trai Arata.
Ichikawa Arata (壱川 新 Nhất Xuyên Tân)
Em trai cùng cha khác mẹ với Takara. Anh là một người lai, mang một nửa dòng máu Nhật và một nửa dòng máu Anh. Là người đã cướp mất nụ hôn đầu tiên của Hikaru và cũng là người "tặng" cô biệt hiệu "gà con". Trái ngược với anh trai, Arata là một người có tính tình phóng túng, ngổ ngáo và có tật háo sắc, từng có thành tích "chơi đùa" với nhiều cô gái. Tuy nhiên, khi Hikaru gặp nguy hiểm thì Arata luôn sẵn sàng có mặt để giúp đỡ cô. Arata cũng không ưa thích anh trai của mình. Hiện Arata sống một mình vì mẹ anh và người cha chung của anh với Takara đều đã qua đời. Arata cũng là thành viên của câu lạc bộ Karatê trong trường.
Kobayakawa Ami (小早川 亜美 Tiểu Tảo Xuyên Á Mỹ)
Một người bạn thời thơ ấu của Takara. Cô cũng yêu anh ta nhưng đã quay lưng lại khi cô nhận ra rằng mình không có cơ hội để chiến thắng. Cô bị một chiếc xe hơi đâm phải khi cô đẩy Takara ra khỏi đường lúc anh ta lao ra để nhặt chiếc nhẫn mà anh định trao cho Hikaru. Cô là nguyên nhân khiến cho Takara và Hikaru chia tay bởi vì Takara cảm thấy đó là lỗi của anh ta và thề chăm sóc cô.

### Nhân vật phụ
Rie
Bạn thân của Hikaru. Rie là một cô gái có mái tóc nâu dài. Mặc dù học cùng lớp, nhưng giống như chị của Hikaru.
Yuka
Bạn thân của Hikaru. Yuka là một nữ sinh hiếu động với mái tóc ngắn. Rất thương Hikaru, giống như người mẹ đối với con mình.
Buchō (部長 Bộ trưởng)
Trưởng câu lạc bộ karate trường Meisei. Bình thường thì rất nghiêm khắc, nhưng trước Takara và Arata thì rất yếu đuối. Đai đen karate.
Matsuda (松田 Tùng Điền)
Một thành viên của câu lạc bộ karate. Bạn thân của Takara.
Cha của Hikaru
Hình ảnh một người cha điển hình trong gia đình đeo kính.
Mẹ của Hikaru
Hình ảnh một người mẹ điển hình trong gia đình đeo tạp dề.
Wakamiya Michiru (若宮ミチル)
Em trai của Hikaru. Là một cậu bé 10 tuổi rất thích Gundam. Độc giả thường viết trong thư rằng "đáng yêu quá". Cậu thường phân vân về Takara, cho rằng Takara có tâm đối nghịch với Hikaru. Điều này khiến Hikaru lo lắng và thường lưu ý cậu là Takara không giống như Arata.

## Về thân thế của Arata
Takara và Arata là anh em trai khác mẹ. Cha của Takara (cũng là cha của Arata) khi đi công tác tại Anh quốc đã gặp mẹ Arata. Khi đó mẹ của Takara đã có Takara rồi. Tuy nhiên bố Takara và mẹ Arata đã có quan hệ với nhau. Khi ông công tác ở Anh quốc kết thúc và trở về Nhật Bản, thì mẹ của Arata sinh ra Arata. Ông đã nói với mẹ Arata khi về nước rằng "nhất định sẽ sang đón em". Mẹ của Arata tin lời, một mình nuôi Arata. Tuy nhiên, chẳng thấy bố Takara liên lạc gì cả. Khi Arata được 5 tuổi, mẹ Arata mang con sang Nhật Bản tìm bố Takara. Khi tìm được đến nhà, thấy có một cậu bé trông giống hệt Arata đang tươi cười, thì hiểu ra rằng bố của Takara đã bỏ rơi hai mẹ con Arata. Sau khi quay trở lại Anh, mẹ Arata lập tức đổ bệnh rồi qua đời. Từ khi mất mẹ, Arata trở nên căm thù cha mình. Vì Arata có khuôn mặt giống hệt người đàn ông đã hắt hủi con mình, nên ông ngoại của Arata rất ghét Arata. Arata cứ thế lớn lên mà không được ai thương yêu. Đến khi 15 tuổi, với ý đồ trả thù, Arata từ Anh sang Nhật Bản, sống một mình tại khu nhà hiện tại. Hikaru rất quan tâm tới Arata.